# Басбі (Монтана)
Басбі (англ. Busby: шеєн. Vóhpoométanéno) — переписна місцевість (CDP) в США, в окрузі Біґ-Горн штату Монтана. Населення — 719 осіб (2020).

## Географія
Басбі розташоване за координатами 45°31′32″ пн. ш. 106°58′42″ зх. д. / 45.52556° пн. ш. 106.97833° зх. д. (45.525499, -106.978289).  За даними Бюро перепису населення США в 2010 році переписна місцевість мала площу 37,34 км², з яких 37,20 км² — суходіл та 0,14 км² — водойми.

### Клімат
| Клімат : Басбі        | Клімат : Басбі | Клімат : Басбі | Клімат : Басбі | Клімат : Басбі | Клімат : Басбі | Клімат : Басбі | Клімат : Басбі | Клімат : Басбі | Клімат : Басбі | Клімат : Басбі | Клімат : Басбі | Клімат : Басбі | Клімат : Басбі |
| Показник              | Січ.           | Лют.           | Бер.           | Квіт.          | Трав.          | Черв.          | Лип.           | Серп.          | Вер.           | Жовт.          | Лист.          | Груд.          | Рік            |
| Середній максимум, °C | 0,0            | 2,8            | 7,8            | 15,0           | 20,6           | 25,6           | 31,1           | 30,6           | 24,4           | 16,7           | 7,8            | 1,7            | 15,6           |
| Середній мінімум, °C  | −15,6          | −12,2          | −7,2           | −1,7           | 3,3            | 8,3            | 11,1           | 9,4            | 4,4            | −1,1           | −7,8           | −13,3          | −1,7           |
| Норма опадів, мм      | 15             | 13             | 18             | 33             | 58             | 61             | 33             | 25             | 36             | 30             | 18             | 15             | 348            |
| Днів з опадами        | 8              | 6              | 7              | 8              | 9              | 9              | 6              | 5              | 6              | 6              | 6              | 7              | 83             |
| --------------------- | -------------- | -------------- | -------------- | -------------- | -------------- | -------------- | -------------- | -------------- | -------------- | -------------- | -------------- | -------------- | -------------- |
| Джерело: Weatherbase  |                |                |                |                |                |                |                |                |                |                |                |                |                |

## Демографія
Згідно з переписом 2010 року, у переписній місцевості мешкало 745 осіб у 180 домогосподарствах у складі 149 родин. Густота населення становила 20 осіб/км².  Було 199 помешкань (5/км²).
Расовий склад населення:
| - 92,6 % — корінних американців - 5,8 % — білих - 0,1 % — чорних або афроамериканців |

До двох чи більше рас належало 1,2 %. Частка іспаномовних становила 4,0 % від усіх жителів.
За віковим діапазоном населення розподілялося таким чином: 44,4 % — особи молодші 18 років, 52,2 % — особи у віці 18—64 років, 3,4 % — особи у віці 65 років та старші. Медіана віку мешканця становила 20,5 року. На 100 осіб жіночої статі у переписній місцевості припадало 92,0 чоловіків;  на 100 жінок у віці від 18 років та старших — 86,5 чоловіків також старших 18 років.
Середній дохід на одне домашнє господарство  становив 38 909 доларів США (медіана — 33 529), а середній дохід на одну сім'ю — 37 585 доларів (медіана — 32 639). За межею бідності перебувало 56,6 % осіб, у тому числі 69,0 % дітей у віці до 18 років та 53,2 % осіб у віці 65 років та старших.
Цивільне працевлаштоване населення становило 133 особи. Основні галузі зайнятості: освіта, охорона здоров'я та соціальна допомога — 48,1 %, публічна адміністрація — 41,4 %, роздрібна торгівля — 3,8 %, науковці, спеціалісти, менеджери — 3,8 %.